# 馬麗莊
馬麗莊，JP（？-）,香港社工，香港中文大學社會工作學系教授，研究範疇包括家庭治療及家庭小組治、精神健康(專注力失調過度活躍症及飲食失調)、家庭研究及臨床社會工作實務及研究。現任國際家庭治療協會會長、美國婚姻與家庭治療協會認可治療師及訓練督導員，亞洲家庭治療協會臨牀院士。曾擔任第三届社會工作者註冊局副主席、註冊局註冊資格及學歷評審委員會召集人。曾任香港社會工作人員協會香港社會工作期刊總編輯。

## 簡歷
馬麗莊畢業於香港大學，1979年取得社會科學學士（社會工作），1984年取得社會科學碩士，1995年取得哲學博士（社會工作）學位。於1988年加入中文大學社會工作學系擔任教授至今，至今發期刊著作111篇。

## 獎項
馬麗莊於2009年獲香港中文大學校長模範教學獎及香港中文大學社會科學院模範教學獎，2010年獲香港大學社會工作及社會行政學系2010年度傑出校友，2011年7月獲香港政府委任為太平紳士。